# Chlorotettix redimiculus
Chlorotettix redimiculus är en insektsart som beskrevs av Delong 1945. Chlorotettix redimiculus ingår i släktet Chlorotettix och familjen dvärgstritar. Inga underarter finns listade i Catalogue of Life.